# Clinoferrosilita
La clinoferrosilita és un mineral silicat, concretament un inosilicat del subgrup dels clinopiroxens. És un mineral isoestructural amb la clinoenstatita amb qui forma sèrie isomòrfica. És un polimorf de la ferrosilita, és a dir que presenta la mateixa composició química però es forma en diferent sistema cristal·logràfic.
Va ser descoberta el 1935 a Obsidian Cliff, Yellowstone National Park, Wyoming, EUA.